# Rudno (Baja Silesia)
Rudno [pronunciación en polaco: /ˈrudnɔ/] es un pueblo en el distrito administrativo de Gmina Wołów, dentro del Distrito de Wołów, Voivodato de Baja Silesia, en el sudoeste de Polonia. Antes de 1945 era parte de Alemania. Se encuentra aproximadamente 6 kilómetros al oeste de Wołów y 42km al noroeste de la capital regional, Wrocław.

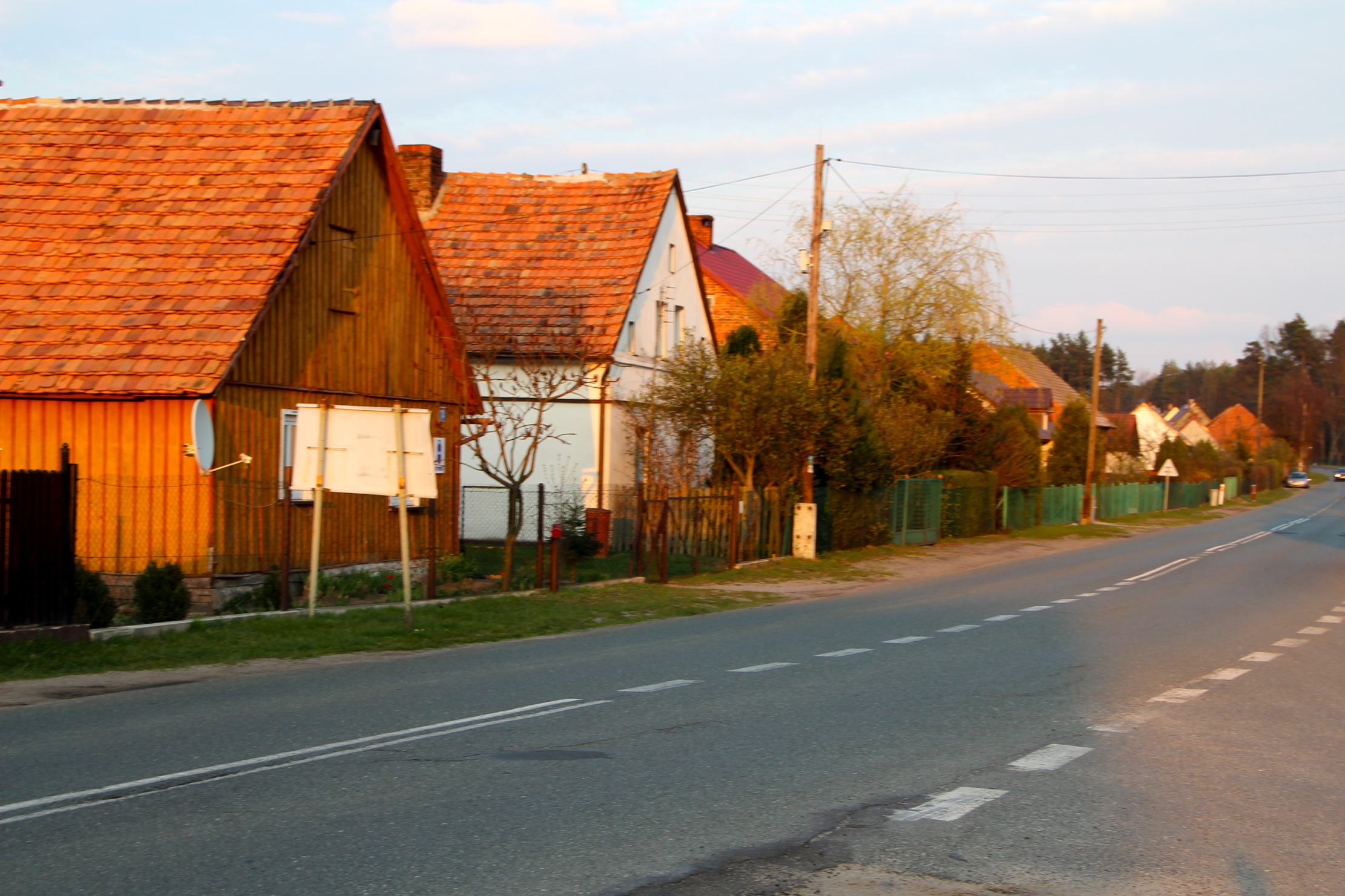
Rudno (2012)